# Vespa dybowskii
Vespa dybowskii je zástupce čeledi sršňovitých, který je ojedinělý tím, že je sociální parazit. Vyskytuje se ve východní Asii. Je pojmenována na počest polského přírodovědce a cestovatele Benedykta Dybowského.

## Vzhled
Jedná se o sršeň, která připomíná stavbou těla a velikostí sršeň obecnou, ale má podstatně tmavší zadeček. V porovnání s ostatními sršněmi rodu Vespa je průměrně velká. Královna bývá větší než dělnice a dorůstá až 30 mm, dělnice měří 17–24 mm.
Její hlava a tykadla jsou celé červené, stejně tak i nohy. Hruď této sršně bývá někdy k nerozeznání od hrudi sršně obecné, jindy se naopak zcela liší. Celý zadeček je černý či černohnědý. Zbarvením se celkově podobá sršni Vespa basalis. Celé tělo je pokryto krátkými, hnědými chloupky. V přirozené poloze má tato sršeň křídla složená v podélnou řasu nad svým tělem. Jako u všech sršní jsou tato křídla hnědá.

## Výskyt
Tento druh preferuje mírné oblasti asijského Ruska (povodí řek Amur a Ussuri), východní Číny, Myanmaru, Thajska, Japonska a Koreje. Žije v nadmořské výšce do 2300 metrů. V rozsahu svého výskytu je brán jako vzácný nebo méně častý. V Japonsku je dokonce zapsán do červené knihy.

## Způsob života
Tato sršeň je poměrně vzácná, nicméně je značně agresivní a v hierarchii sršní u zdrojů potravy je před ní jen sršeň mandarínská, s níž je jako jediná ochotná zahájit boj o potravu (sršně obecné, sršně žlutavé, Vespa analis, Vespa tropica před sršní mandarínskou vždy ustupují bez boje), ačkoliv v naprosté většině případů prohrává a je nucena ustoupit. Je mezi sršni rodu Vespa zvláštní tím, že žije jako sociální parazit (podobný způsob života je ještě doložen u druhu Vespa basalis). Královna Vespa dybowskii si jako hostitele vybírá sršeň žlutavou nebo sršeň obecnou. Vnikne do jejího hnízda, a původní královnu usmrtí bodnutím žihadla do membrány mezi předníma nohama nebo do krku. Poté ji pravděpodobně vyhodí z hnízda. Následně začne klást vajíčka a dělnice hostitelské sršně nevědomky pečují o larvy Vespa dybowskii, až původní obyvatelé hnízda „vymřou“ a královna ovládne se svými dělnicemi hnízdo sama. K ošálení hostitelů s největší pravděpodobností nevyužívá chemických signálů a přesný mechanismus, jakým dokáže napadené sršně zmást, není dosud znám. Důvodem, proč napadá výhradně sršně žlutavé a obecné, může být to, že jejich královny se objevují na jaře první a ze všech sršní zakládají hnízda nejčasněji.
Kromě sociálního parazitismu je tato sršeň schopna zakládat a provozovat hnízda běžným způsobem. Hnízda ať už vlastní či uzurpovaná bývají menší, než je tomu u sršní obecných a žlutavých.

### Potrava
Stejně jako její hostitelské druhy, loví pro své larvy včely, vosy, motýly, vážky a jiný hmyz, na který útočí z přibližně metrové vzdálenosti. Dospělci se živí především sladkými a kvasícími šťávami z poraněných stromů, popadaným ovocem apod. Nepohrdne ani masem z mrtvých zvířat.
Je poměrně útočná a při ohrožení dokáže velmi bolestivě bodnout. Toto bodnutí však může být závažné pouze u alergiků.